# Мотыльковый минёр
Мотыльковый минёр (лат. Liriomyza congesta) — вид двукрылых из семейства минирующих мух.

## Описание
Длина крыла 1,3-1,7 мм. Верхняя часть бочков среднегруди (анэпистернум) жёлтый с небольшим коричневым пятном. На нижней части бочков среднегруди (катепистернум) имеется небольшое коричневое пятно на, которое не достигает основания катепистернальной щетинки. Бедра жёлтые, их основания узко-коричневые. От сходных видов уверенно отличается только по гениталиям самца, фаллос разделен на тёмный стеблевидный мезофаллус и широкий чашевидный дистифаллус, заключающий в себе одну пару коротких широких трубочек. У личинок заднее дыхальце личинки с тремя порами.

## Биология
Образует мины на листьях 27 родов бобовых. Этот вид редко достигает высокой численности, достаточном для причинения значительного ущерба, хотя иногда наблюдаются вспышки численности. В этом случае мины занимают большую часть листа и существенно подавляют фотосинтез, ослабляя растение и снижая урожайность. Считается одним из самых опасным вредителем садовых бобов в Египте. Спаривание происходит вскоре после вылета имаго. Самки откладывают яйца обычно на нижнюю поверхность листьев. В зависимости от особенностей питания в лабораторных условиях плодовитость варьирует от 55 до 135 яиц. Личинки образуют линейную или неправильную мину на верхней поверхности листа, На одном листе обычно развивается одна личинка. Окукливаются вне мины. В год развивается два поколения.
В личинках паразитируют эвлофиды Diglyphus sp. и Hemiptarsenus zilahisebessi и в куколках — бракониды Opius и птеромалиды Halticoptera.

## Распространение
Широко распространен по всей Палеарктике, особенно в Европе и Северной Африке, юге Аравийского полуострова и севере Индии (Кашмир).